# Donji Lapac
Donji Lapac falu és község Horvátországban, Lika-Zengg megyében. Közigazgatásilag Birovača, Boričevac, Brezovac Dobroselski, Bušević, Dnopolje, Dobroselo, Doljani, Donji Štrbci, Gajine, Gornji Lapac, Gornji Štrbci, Kestenovac, Kruge, Melinovac, Mišljenovac, Nebljusi és Oraovac települések tartoznak hozzá.

## Fekvése
Korenicától légvonalban 29 km-re, közúton 37 km-re délkeletre, Lika keleti részén, a Plješivica-hegység lábánál fekvő Lapaci-mezőn, a bosnyák határ közelében fekszik.

## Története
Területe már ősidők óta lakott. Az itt talált vaskori leletek tanúsága szerint közelében már a rómaiak előtt és a római korban is település állt. A középkorban Donji Lapac a Korbávia részét képező ősi lapaci zsupánság központja, majd 1449-ben a Frangepánok uralma alá került. Lapac ősi vára a mai településtől délre, a Lapaci mező fölé emelkedő 666 méter magas Obljaj-hegyen állt. 1527-ben amikor Likával együtt Lapac is török kézre került, horvát lakossága elmenekült. A török uralom idején a klisszai szandzsák egyik náhijéjának (Boričevac) a területéhez tartozott. A 16. század közepén az Oszmán Birodalom már régebben megszállt területeiről előbb pravoszláv vallású vlachok, majd szerbek és muzulmánok érkeztek az elűzött lakosság helyére. A muzulmánok főként az erődített települések közelében telepedtek le, ahol földműveléssel, kézművességgel és kereskedelemmel foglalkoztak, míg a vlachok a települések közötti tágasabb területre települtek, hogy hagyományos megélhetésüket az állattartást folytathassák, háború idején pedig martalócokként szolgáltak. Az 1577-es török összeírás a boričevaci náhijében 70 lovast és 1100 gyalogost, a szomszédos ostrovicaiban 60 lovast és 1150 gyalogos katonát számlált.
1689-ben Lika területéről kiűzték a törököt, de Lapac még egészen 1791-ig a szvistovi békéig török kézen maradt. Ekkor mint a térség központja az osztrák katonai határőrvidék része lett. A stratégiailag fontos övezetben azután újabb lakosságcsere ment végbe. A korábban nagy arányú muzulmán lakosság az Una túloldalára, a petrovaci és a bjelaji mezőre, a krupai, a bihácsi és a cazini járásokba menekült és velük ment némi szerb lakosság is. A maradék szerbek a korábban is művelt földjeiken maradtak és a határőrvidék katonai hatóságainak szolgálatába szegődtek. Az üresen maradt területekre a mezőgazdaságból élő falvakból, főként Lika közelebbi részeiről hoztak új lakosságot. Így Lapac vidékére a korábbi szerb lakosság mellé újabb szerbek és horvátok települtek, akik kezdetben még nagyobb számban voltak. A szerbek Donji és Gornji Lapac, Oraovac és Dnopolje, azután Kruge és Nebljusi falvakba, a horvátok főként Boričevacra, kisebb számban Lapacra és Oraovacra települtek be. Az 1795-ös elhatárolás alkalmával Donji Lapacon 60 házat számláltak, amellyel akkoriban a mai község területén fekvő ún. Unai körzet a „Ličko Pounje” (magyarul Likai Unamente) legnagyobb települése volt. A terület katonai jelentősége és a létbizonytalanság miatt a terület gazdasága azonban csak nagyon lassan, a 19. század második felében kezdett fejlődni. 1800-ban a katonai közigazgatás megszervezése során a területet két századra (a 2. Srbi és a 3. Dobroseloi) osztva Likai ezredhez csatolták. Az 1809-es török támadás megsemmisítette Donji- és Gornji Lapac, valamint Boričevac és Oraovac településeket. Az újjáépítés gyors ütemben zajlott, 1834-ben már 103 ház állt a településen 1086 lakossal. Közülük 1029 görögkeleti és csak 57 római katolikus volt.
A terület újabb közigazgatási átrendezése során 1826-ban a századparancsnokságot Dobroseloról Donji Lapacra helyezték át. Ettől kezdve a település tipikus katonai központként fejlődött. A katonai közigazgatás megszűnte (1873) után 1886-tól Donji Lapac az Udbinai járás egyik községközpontja, majd 1892-től Lika-Korbava vármegye egyik járási székhelye lett. A falunak 1857-ben 104 háza és 1237 lakosa volt, közülük 1177 görögkeleti és 60 római katolikus vallású. Lapacnak ekkor az iskolán és a parókián kívül postahivatala is volt és itt volt a likai ezred 3. századának parancsnoksága is. 1910-ben 1140 lakosa volt. A trianoni békeszerződést követően előbb a Szerb-Horvát-Szlovén Királyság, majd Jugoszlávia része lett. A II. világháború során a település egész központja megsemmisült. Horvát lakosságát elüldözték. 1991-ben lakosságának 97 százaléka szerb nemzetiségű volt. A honvédő háború után nagy számú betelepülő érkezett Horvátország és Bosznia-Hercegovina területéről. A falunak 2011-ben 946 lakosa volt.

## Lakosság
| Lakosság változása | Lakosság változása | Lakosság változása | Lakosság változása | Lakosság változása | Lakosság változása | Lakosság változása | Lakosság változása | Lakosság változása | Lakosság változása | Lakosság változása | Lakosság változása | Lakosság változása | Lakosság változása | Lakosság változása | Lakosság változása |
| ------------------ | ------------------ | ------------------ | ------------------ | ------------------ | ------------------ | ------------------ | ------------------ | ------------------ | ------------------ | ------------------ | ------------------ | ------------------ | ------------------ | ------------------ | ------------------ |
| 1857               | 1869               | 1880               | 1890               | 1900               | 1910               | 1921               | 1931               | 1948               | 1953               | 1961               | 1971               | 1981               | 1991               | 2001               | 2011               |
| 1.237              | 1.475              | 1.466              | 1.142              | 1.102              | 1.140              | 1.014              | 1.008              | 667                | 726                | 1.001              | 1.286              | 1.590              | 1.791              | 812                | 946                |

## Nevezetességei
- A Szentlélek Eljövetele tiszteletére szentelt szerb pravoszláv temploma 1789-ben épült, a II. világháború után lebontották, hogy újat építsenek helyette. Parókiájához Praovac és Dnopolje települések tartoztak.
- A pravoszláv templom közelében állt egykor Ibrahim pasa tornya a török határvédelmi rendszer része, melyet 1689-ben elfoglaltak a Stojan Janković vezette horvát felkelők és ez alkalommal felgyújtották a szomszédos Boričevacot is.
- Donji Lapacról Korbavába a Plješivica-hegységen át, az 1172 méter magas Kuk csúcs alatt vezet az út. A kanyargós útról gyönyörű kilátás nyílik az erdős hegyekre. 1834-ben Franz Julius Fras osztrák topográfus sáncok maradványait látta, melyeket határőrök építettek az 1788-1791-es török háború idején. Itt áll az az emlékmű, melyet a likai ezred parancsnoka Vjekoslav Widmayer építtetett I. Ferenc császár és felesége Karolina tiszteletére 1808. június 15-én az Una völgyében tett látogatása emlékére. Az emlékmű két latin nyelvű feliratot tartalmaz. A nyugati oldalán "Francisco I. Austriae imperatori et Carolinae imp. augustissimis, oras Ottomanicas hac ex specula lustrantibus die 15. Junii anni 1808", a keleti oldalon "Posteris in memoriam Liccanae legiomis tribuno Aloysio Franc. equite Widmayer auspice erectum" felirat olvasható.[5]
- A régi Ozeblin szálloda épülete[6] a falu központjában, két közlekedési út metszéspontjában található. 1912-ben épült, részben alagsoros, egyemeletes saroképület, szecessziós stílusjegyekkel. Az épület külső palástfalát a bejárati, és az ablaknyílásokkal tagolt három tengely alkotja. A sarkot felül lekerekített tetőtér zárja. Az épület középtengelyét a konzolokon található erkély emeli ki, míg az oldalsó tengelyek kissé emelkednek ki.